# Noordelijke knuppelslak
De noordelijke knuppelslak (Eubranchus rupium) is een slakkensoort uit de familie van de knuppelslakken (Eubranchidae). De wetenschappelijke naam van de soort werd in 1842 voor het eerst geldig gepubliceerd door Møller.

## Beschrijving
De noordelijke knuppelslak is een kleine zeenaaktslak, tot 15 mm groot maar vaak kleiner is. Het heeft een transparant tot wit lichaam met geel tot oranjebruine vlekjes. Halverwege de rinoforen is een bruine band zichtbaar. Op de rug zijn clusters van 2-3 gezwollen papillen (cerata) aanwezig die soms ingedeukt zijn of in het midden verdikt. De papilinhoud is groen of bruin die aan de top wit tot blauw iriserend zijn. De middendarmklier als een zigzag band alleen in achterste helft van rug zichtbaar.

## Verspreiding
De noordelijke knuppelslak werd door Möller beschreven vanuit Groenland en wordt beschouwd als een circumpolaire soort. Het wordt gerapporteerd vanuit de Noord-Atlantische Oceaan tot aan de Zeeuwse delta in het zuiden van Nederland. Deze soort, die sinds 1914 in Nederland wordt aangetroffen, komt algemeen voor langs gehele Nederlandse kust, met name de Waddenzee, de Noordzee (scheepswrakken) en het Grevelingenmeer. De soort is ook gevonden in brak water (onder andere in het Veerse Meer en sinds 2012 ook in het Noordzeekanaal)
E. rupium wordt door de meeste auteurs beschouwd als een synoniem van Eubranchus olivaceus en wordt gerapporteerd zo ver naar het zuiden als de baai van Monterey in Californië aan de kust van de Grote Oceaan van Noord-Amerika.